# Seaquist Peak
Seaquist Peak ist ein 800 m hoher Berg im Ellsworthgebirge des westantarktischen Ellsworthlands. Er ragt am nordwestlichen Ende der Meyer Hills in der Heritage Range auf.
Der United States Geological Survey kartierte ihn anhand eigener Vermessungen und Luftaufnahmen der United States Navy aus den Jahren von 1961 bis 1966. Das Advisory Committee on Antarctic Names benannte ihn 1966 nach Larry R. Seaquist, einem Meteorologen des United States Antarctic Program, der 1961 auf der Ellsworth-Station tätig war.